# Otman Bakkal
Otman Bakkal (în arabă: عثمان بقال) (n. 27 februarie 1985, Eindhoven, Olanda) este un fotbalist marocan aflat sub contract cu PSV.